# Югуз
Югуз — река в России, протекает по Дуванскому району Республики Башкортостан. Устье реки находится в 16 км от устья по левому берегу реки Ай у деревни Усть-Югуз. Длина реки составляет 16 км. Почти по всей длине русло пропадающее.

## Данные водного реестра
По данным государственного водного реестра России относится к Камскому бассейновому округу, водохозяйственный участок реки — Ай от истока и до устья, речной подбассейн реки — Белая. Речной бассейн реки — Кама.
Код объекта в государственном водном реестре — 10010201012111100022747.